# Heavy Trip
Heavy Trip (Hevi Reissu) è un film del 2018 diretto da Jukka Vidgren e Juuso Laatio.
La pellicola è stata sceneggiata dai registi insieme ad Aleksi Puranen e Jari Olavi Rantala, e prodotta da Kaarle Aho e Kai Nordberg.

## Trama
A Taivalkoski, a circa 154 km a nord-est da Oulu, Ostrobotnia settentrionale, Finlandia, vivono quattro ragazzi di circa 24-25 anni: Turo, Lotvonen, Pasi, Jynkky; sono amici da sempre, accomunati da una forte passione per la musica heavy metal tanto da aver fondato una propria band, e, altrettanto da sempre, "emarginati" dal resto della comunità, per via del loro atteggiamento alternativo che cozza con la mentalità chiusa e agreste del piccolo villaggio.
Turo Moilanen è il frontman della band, ed è infermiere presso il locale ospedale psichiatrico, nonché punto focale delle vicende narrate. Pasi è il bassista e gestore della libreria cittadina, che ospita anche il negozio di CD con la più grande collezione di dischi di genere metal del paesino, e ha una memoria incredibile per quanto riguarda tale genere (riconosce ad orecchio qualunque riff, strofa o assolo egli ascolti, riconducendolo immediatamente ad una canzone, anche la più misconosciuta, in ambito metal). Jyrki Kalevi Pätsi, detto "Jynkky", ama gettarsi a capofitto in quello che fa (tanto da essere già stato dichiarato morto due volte); è il batterista, ed è il membro del gruppo che più smania per esibirsi finalmente dal vivo dopo anni di prove. Infine, vi è il chitarrista Lotvonen, dall'ottima tecnica e dotato di una spaventosa velocità d'esecuzione alla chitarra, dimostrando invece una calma sorprendente in altre situazioni, per esempio nell'aiutare il padre nel mattatoio di renne, business di famiglia, nel cui seminterrato il gruppo prova ininterrottamente da 12 anni.
La storia in particolare si focalizza su Turo e sul suo complesso rapporto con l'idea di un'esibizione dal vivo (che contrasta con la grande voglia di Jynkky in tal senso), sul suo malcelato amore per Miia Kujanpää, giovane figlia del locale capo della polizia al quale Turo è palesemente inviso per la sua aria da "metallaro" stereotipato; la ragazza, inoltre, è oggetto delle attenzioni di Jouni Tulkku, capo di un complesso musicale già affermato in diversi club e locali della zona, nonché erotomane e dongiovanni, che fin dall'inizio si pone come antagonista ideologico di Turo e dei suoi amici.
Inizialmente, la situazione vede i quattro ragazzi vivere praticamente con loro stessi, alternandosi fra i rispettivi impieghi e le prove maniacali nel seminterrato del mattatoio di Lotvonen, coltivando segretamente l'ambizione di potersi esibire in un vero concerto, prima o poi. Prima di poter procedere a questo definitivo step di consacrazione, però, Pasi sostiene che sia necessario scrivere inediti. Dopo alcuni tentativi andati a vuoto (tutti i riff proposti da Lotvonen sono identificati da Pasi come appartenenti ad altri pezzi metal), il suono prodotto da una carcassa di renna incastratasi in un tritacarne dà l'ispirazione al gruppo per il proprio sound; i quattro ragazzi danno alla luce il loro primo pezzo, Flooding Secrations, con testo scritto da Turo. Il brano incontra immediatamente il favore del quartetto; Jynkky lo registra su una musicassetta, su cui scrive il numero di Turo, in quanto cantante e frontman.
Poco dopo, un norvegese, Frank Massegrav, inizialmente scambiato per un ispettore dell'Unione Europea dal padre di Lotvonen (che teme problemi in termini di licenza, essendosi preso alcune "libertà" nell'interpretare le direttive), arriva al mattatoio per acquistare del sangue di renna. Dopo un incidente con esso, in cui ne resta zuppo da capo a piedi, l'uomo se ne va infuriato; leggendone il biglietto da visita e notando il logo sul lunotto posteriore del suo pick-up, i ragazzi si rendono conto di avere dinnanzi a sé l'organizzatore e promoter del Northern Damnation, un importante festival metal che si tiene a Capo Nord, in Norvegia. Dopo averlo inseguito d'istinto, Jynkky lascia all'uomo la cassetta con la demo dell'inedito, allettato dalla possibilità di potersi esibire in un festival così importante come primo concerto. La notizia crea qualche problema a Turo, che inizia ad avere crisi emetiche, probabilmente legate all'ansia da prestazione.
Nell'ospedale psichiatrico, intanto, viene ricoverato un nuovo paziente lappone, Oula, che dimostra carattere aggressivo e scatti di rabbia innescati da movimenti banali dell'interlocutore - ad esempio, egli aggredisce Turo solo perché il ragazzo gli porge la mano per presentarsi. Turo scopre che questo atteggiamento aggressivo è inibito dall'ascolto di musica metal, e predispone un set di batteria per il paziente, in una sorta di esperimento musicoterapeutico per aiutare il paziente nella gestione della sua condizione.
Più tardi, incontrando Miia, alla sua ennesima domanda su possibili concerti in programma, Turo ammette che ci sia una possibilità di esibirsi al festival di cui sopra. La notizia viene fatta "trapelare" da Miia - in pratica, tutto il villaggio ne viene a conoscenza -, e la prospettiva dei paesani nei confronti dei quattro ragazzi cambia, facendoli diventare una sorta di eroi cittadini. Jouni, in tutto questo, è palesemente invidioso dei quattro, e, dietro le pressioni di Miia, accetta di far suonare i quattro, ribattezzatisi Impaled Rektum a seguito di un commento su Pasi da parte di Jouni, che gli faranno da gruppo di apertura.
Turo, vedendo i risvolti positivi che la notizia ha dato sulla considerazione di cui godono, decide di cavalcarne l'onda: nonostante non abbia ricevuto alcuna conferma da Frank, e quindi non sia certo dell'effettiva messa in scena del concerto, inizia a confermare la cosa agli altri amici, fantasticando sul magnifico concerto che, a detta sua, avranno, parlando addirittura di essere trasmessi in diretta sulla TV nazionale norvegese. I quattro si recano da Jouni, che, fra le altre cose, è anche titolare del locale sfasciacarrozze/rivendita di auto usate, per acquistare un furgone per la trasferta; con i 260 € racimolati dai quattro e la voltura della Peugeot 205 XL di Jynkky, i ragazzi entrano in possesso di uno scalcagnato camioncino, privo della griglia del radiatore, dal passato "glorioso" (è infatti responsabile della morte di "tre animali di grossa taglia, e un uomo. Un nano, probabilmente cinese"; è stato immerso in uno stagno per un anno; è stato usato per una rapina in banca in Svezia; dulcis in fundo, un clown di un circo si è suicidato su un sedile posteriore), chiamato, a ragione, The Death Van. Con esso scatteranno la foto di promozione per il loro concerto, usando come "macchina fotografica" un autovelox, con cui Jynkky ha una sorta di conto in sospeso, avendo sempre ricevuto una contravvenzione infrangendo il limite di velocità passandoci davanti. Pasi, inoltre, si ribattezza Xytrax, perché, a sua detta, ogni star del metal deve avere uno pseudonimo.
Parlando con Oula, Turo si confida riguardo all'aver mentito e al fatto che la cosa gli stia sfuggendo di mano; l'internato gli racconta quindi di come una prova di coraggio particolarmente ardita nelle culture africane consista nello strappare ai leoni il loro cibo, come gesto per sfidarne l'autorità. Turo decide perciò di provare a sconfiggere i suoi problemi interiori affrontando "i suoi leoni", prendendo in realtà un po' troppo alla lettera il consiglio, recandosi in uno zoo, scontrandosi con degli animali e strappando loro la carne con cui dovevano cibarsi, e trovando, poco dopo, il coraggio di chiedere finalmente a Miia di uscire assieme.
Arriva il giorno dell'esordio degli Impaled Rektum, come spalla del gruppo di Jouni; appena prima dell'esibizione, Turo riceve una chiamata da Frank: nonostante li abbia trovati molto interessanti, purtroppo non vi sarà spazio per loro al festival di quell'anno. La conversazione telefonica viene origliata da Jouni, il quale poco dopo introduce il gruppo. Preso dall'ansia da prestazione, e schiacciato dal peso di aver mentito ai suoi amici, anziché iniziare a cantare durante il pezzo, Turo vomita sul pubblico, rovinando l'esibizione. Poco dopo viene pubblicamente smascherato da Jouni, perdendo la fiducia dei suoi concittadini e di Miia, nonché dei suoi compagni, soprattutto Lotvonen, e vedendosi confiscato il furgone dal padre di Miia. Andandosene via dal locale, pensando che tutto sia irrimediabilmente rovinato, Jynkky lo insegue e lo rassicura sul fatto che sarebbero comunque andati in Norvegia a suonare.
Il batterista si introduce quindi nottetempo nella stazione di polizia, recuperando sia le chiavi del furgone sia la foto scattata in precedenza dall'autovelox. Sulla via del ritorno, in prossimità di quest'ultimo, Jynkky decide di frenare, accelerare nuovamente e riuscire a passarci senza infrangere il limite; una volta superato, si volta ridendo, non accorgendosi fino all'ultimo di un alce che si trova in mezzo alla strada. Per schivarlo, perde il controllo del mezzo, uscendo di strada, e muore nell'incidente. Al funerale di Jynkky, ognuno degli storici amici ha un gesto commemorativo per l'amico: Turo deposita le sue bacchette nella tomba; Lotvonen lascia un hamburger, lo "Speciale Jynkky, senza sottaceti. Perché anche tu eri speciale"; Pasi invece si limita ad un'orazione funebre (in realtà il testo di una canzone di Ronnie James Dio).
Il tragico evento sembra chiudere definitivamente la breve esistenza degli Impaled Rektum, con Pasi che ritorna al suo negozio di CD, Lotvonen che riprende ad aiutare il padre nel mattatoio e Turo che inizia a togliere tutti i poster di vari gruppi metal da camera sua, deciso a mettersi il suo passato di "metallaro" alle spalle. Mentre Turo è intento a ripulire la sua stanza, arriva Miia, che inorridisce al sentire i propositi di rinuncia di Turo, confessandogli nemmeno troppo velatamente che il suo amore era ricambiato, e se ne va lasciandogli la foto dei quattro scattata dall'autovelox. Dopo un iniziale momento di scoramento, al pensiero dell'amico Turo si rianima di nuovo vigore, ruba il van di Jouni, seda e rapisce Oula assoldandolo come nuovo batterista, recupera Pasi e Lotvonen dai rispettivi impieghi, riesuma la bara di Jynkky dal cimitero caricandola sul furgone, e si dirige verso Capo Nord, per tenere fede alla volontà dell'amico defunto, che avrebbe voluto a tutti i costi suonare al festival, anche da morto.
Il commissario Kujanpää, capite le intenzioni del gruppo, inizia a inseguirli portando con sé la figlia e Jouni, e allertando le guardie di frontiera norvegesi, capitanate dall'autoritaria colonnello Dokken, sostenendo che i quattro metallari siano in realtà un gruppo terroristico di adoratori del demonio. Il colonnello Dokken, radunato un improbabile plotone di soldati - scelti essenzialmente perché abitavano lì vicino -, fermano, abbattendo a colpi di missili a corto raggio, un altro van, con a bordo un gruppo di ragazzi impegnati in un addio al celibato vestiti a tema "Gesù e i Discepoli", con tuniche e cinturoni da mitragliatrice (pieni in realtà di bottigliette di alcolici). Durante la cattura dei presunti terroristi, Lotvonen, Pasi/Xytrax, Turo e Oula arrivano e vengono fatti passare, entrando così in Norvegia. Al suo arrivo alla frontiera, Kujanpää, constatando come le guardie di frontiera norvegesi abbiano fermato il veicolo sbagliato, prende con sé anche il colonnello Dokken e continua nell'inseguimento.
Arrivati su una salita, Turo e gli altri si trovano la strada sbarrata da un trattore in avaria. Fermandosi, un guasto ai freni li porta a scendere incontrollatamente lungo la strada, venendo sbalzati dalla carreggiata e atterrando, rimanendo bloccati, sul ciglio di una scogliera. Trovandosi con le spalle al muro, raggiunti dalla polizia, i quattro sentono in lontananza un'eco di musica metal, vedendo sullo sfondo la loro destinazione. Decidono quindi di tuffarsi dalla scogliera, con la bara di Jynkky, riemergendo su una spiaggia ad alcuni chilometri di distanza. Lì si imbattono in un gruppo di giocatori che stanno partecipando a una rievocazione fantasy. Col loro aiuto, giungono finalmente al festival tramite una ricostruzione di un drakkar vichingo, e lì vengono accolti da Frank, il quale, alla luce delle loro recenti "imprese", asserisce di essere onorato di averli come ospiti sul palco principale.
Prima del concerto Miia raggiunge Turo, il quale finalmente le dichiara il suo amore baciandola, ricambiato. La tanto agognata esibizione, però, sembra di nuovo essere un fiasco: come al loro primo concerto, infatti, Turo vomita sul pubblico probabilmente colto da crisi d'ansia. Tuttavia, alla vista di Miia, Turo supera finalmente le sue ansie e paure, e, emettendo un growl prolungato fa ripartire la canzone, portando a termine un'esibizione trionfale. Dopo il concerto, i quattro vengono arrestati. Il film si conclude con la voce di Turo in sottofondo che sostiene che alcune volte è meglio prima fare, poi pensare alle conseguenze; parla poi di come gli altri prenderanno il probabile arresto e imprigionamento a seguito degli incidenti provocati: Pasi è soddisfatto, a Lotvonen probabilmente mancheranno le sue renne, mentre a Oula probabilmente non importa comunque nulla, visto che ha avuto un po' di libertà dalla sua condizione di internato. Comunque vada a finire, dice Turo, si sentirà ancora parlare degli Impaled Rektum.

## Produzione

### Regia
I due registi Juuso Laatio e Jukka Vidgren, che hanno anche scritto la sceneggiatura insieme ad altri due autori, in precedenza hanno lavorato principalmente nella produzione di video musicali e avevano realizzato un cortometraggio insieme. Vidgren era nel 2011 nella troupe del thriller d'azione Who is Hanna?, in cui ha lavorato come autista tra le sedi finlandesi. Heavy Trip è stato il primo lungometraggio per entrambi i registi. Hanno dichiarato di essersi ispirati al film This Is Spinal Tap e The Blues Brothers e alla serie televisiva The Simpsons. Con un budget di 3,1 milioni di euro, al momento della distribuzione, fu la più costosa commedia finlandese mai prodotta. Il titolo provvisorio del film era Bändi nimeltä Impaled Rektum (in italiano Una band di nome Impaled Rektum). Parte del film è stata girata nel villaggio finlandese nord-orientale di Taivalkoski. La colonna sonora è stata composta da Lauri Porra, bassista della band power-metal finlandese Stratovarius.

## Distribuzione
Heavy Trip è stato presentato in anteprima il 9 marzo 2018 nei cinema finlandesi. Nello stesso anno, il film è stato proiettato al festival cinematografico statunitense SXSW, al Transilvania International Film Festival rumeno, al Scandinavian Film Festival in sette città australiane, al German Fantasy Filmfest e al festival musicale norvegese Inferno Metal Festival. In Italia, il film è stato presentato nella sezione "After Hours" del 36º Torino Film Festival.

## Accoglienza
Heavy Trip ha ricevuto recensioni quasi esclusivamente positive. Il database di recensioni di Rotten Tomatoes aggrega 12 recensioni con una valutazione del 92%. L'Austin Chronicle ha descritto il film come "un cult per gli anni a venire", con il suo umorismo eccentrico, tipico dei primi lavori di Taika Waititi. Film slash ha sottolineato che l'ambientazione del film ha seguito motivi classici, vale a dire la rappresentazione di estranei che fanno tutto il possibile per vivere il loro sogno. La stazione radio statale finlandese Yleisradio ha confrontato la storia della band immaginaria Impaled Rektum con quella della band finlandese death metal Sentenced, che, proveniente da una piccola città di 9 000 abitanti, ha impiegato anche anni per sfondare.

## Citazioni e riferimenti
- Alla domanda su che genere di metal suonino, Pasi lo denomina Symphonic Post-apocalyptic Reindeer-grinding Christ-abusing Extreme-war-pagan Fennoscandic metal (in finlandese Sinfonista Post-apocalyptista Reindeer-grinding Christ-abusing Extreme-sota-pakana Fennoscandi metallia). Questa improbabile serie di nomi costituisce una parodia della esasperata tendenza dei gruppi metal al voler cercare definizioni specifiche e ricercate per il proprio genere di metal[7].
- I riferimenti a The Blues Brothers, soprattutto nelle scene dell'attraversamento del confine norvegese, sono evidenti: un esempio è il cospicuo dispiegamento di forze e armi di distruzione di massa per la cattura di pressoché inoffensivi musicisti. Una citazione esplicita si ha, allorché i ragazzi si trovano sul ciglio di una scogliera, braccati da polizia finlandese e guardie di frontiera norvegesi, all'invito del colonnello Dokken ad arrendersi, Pasi/Xytrax risponde dicendo "We are on a mission from Satan!" ("Siamo in missione per conto di Satana!"), parodiando la celebre frase "Siamo in missione per conto di Dio!", mantra dei protagonisti della pellicola di John Landis.

## Sequel
Il sequel del film, dal titolo Hevimpi Reissu (Heavier Trip in inglese) è stato distribuito nei cinema finlandesi l'11 ottobre 2024.